# Асаи (микрорегион)

Асаи на карте.

Асаи (порт. Microrregião de Assaí) — микрорегион в Бразилии. входит в штат Парана. Составная часть мезорегиона Север Пиунейру-Паранаэнси. 
Население составляет 	71 173	 человека (на 2010 год). Площадь — 	2238,700	 км². Плотность населения — 	31,79	 чел./км².

## Демография
Согласно сведениям, собранным в ходе переписи 2010 г. Национальным институтом географии и статистики (IBGE), население микрорегиона составляет:						
| Полное население                             | Полное население                             | Полное население                             | Полное население                             | 71 173 |
| -------------------------------------------- | -------------------------------------------- | -------------------------------------------- | -------------------------------------------- | ------ |
| в том числе:                                 | Городское население                          | 57 058                                       | Процент городского населения, %              | 80,17  |
|                                              | Сельское население                           | 14 115                                       | Процент сельского населения, %               | 19,83  |
|                                              | Мужское население                            | 35 321                                       | Процент мужского населения, %                | 49,63  |
|                                              | Женское население                            | 35 852                                       | Процент женского населения, %                | 50,37  |
| Плотность населения, чел/км²                 | Плотность населения, чел/км²                 | Плотность населения, чел/км²                 | Плотность населения, чел/км²                 | 31,79  |
| Население микрорегиона в % к населению штата | Население микрорегиона в % к населению штата | Население микрорегиона в % к населению штата | Население микрорегиона в % к населению штата | 0,68   |

## Статистика
- Валовой внутренний продукт на 2003 год составляет 522 674 571,00 реалов (данные: Бразильский институт географии и статистики).
- Валовой внутренний продукт на душу населения на 2003 год составляет 7316,03 реалов (данные: Бразильский институт географии и статистики).
- Индекс развития человеческого потенциала на 2000 год составляет 0,727 (данные: Программа развития ООН).

## Состав микрорегиона
В составе микрорегиона включены следующие муниципалитеты:
1. Асаи
2. Жатайзинью
3. Нова-Санта-Барбара
4. Раншу-Алегри
5. Санта-Сесилия-ду-Паван
6. Сан-Жерониму-да-Серра
7. Сан-Себастьян-да-Аморейра
8. Ураи